# Flond
Flond est une ancienne commune suisse du canton des Grisons, située dans la région de Surselva. 
Elle a fusionné le 1er janvier 2009 avec Surcuolm pour former la commune de Mundaun. Son ancien numéro OFS était le 3573. Mundaun a elle-même été intégrée au sein d'Obersaxen Mundaun en 2016.

Vue aérienne (1970)